# Le Morne-Rouge
Le Morne-Rouge  es una población y comuna francesa, situada en la región de Martinica, departamento de Martinica, en el distrito de Saint-Pierre, Martinica y cantón de Le Morne-Rouge.

## Geografía
La ciudad de Morne-Rouge es el más húmedo y frío en el Martinica, se encuentra en una meseta entre Monte Pelée y masiva Carbet Peaks.

## Demografía
|                        | 5.449 | 5.412 | 4.889 | 5.278 | 5.392 | 5.198 | 5.043 |
| según define el INSEE. |       |       |       |       |       |       |       |

## Lugares y monumentos
- El Monte Pelée
- Calvario de Délivrande
- La Maison du Volcan
- Los Jardines Estripaut
- Cuevas pesados
- Plantación de Mac Intosh
- Las lágrimas del Monte Pelée (escultura)